# 埃塞·布鲁梅
埃塞·布鲁梅（Ese Brume，1996年1月20日—）是一名专长于跳远的尼日利亚田径运动员。她是三届非洲成年锦标赛跳远的冠军得主并拥有着7.05米的个人最好成绩。她是该项目的非洲青年纪录保持者，同时也五次获得非洲青年冠军。